# アクマでふけい!
『アクマでふけい！』は、安部真弘による日本の漫画。『週刊ヤングマガジン』（講談社）にて2025年10号から連載中。本作が安部にとって、同誌初の掲載作品となっている。
田舎町で婦警として働く魔界からやって来た悪魔エクレアと、悪人面の警官である桑原 大地（くわはら だいち）を中心としたラブコメディである。
単行本第1巻の発売を記念して、『週刊ヤングマガジン』同年24号と単行本第1巻にて山本崇一朗がイラストとメッセージを寄稿している。

## 登場キャラクター
声の項は第1巻発売時のCMの声優。
エクレア
声 - 田村ゆかり
稲妻の悪魔。悪人たちを下僕にするために警察官になる。電気を操り人を操る能力を持つ。

桑原 大地（くわはら だいち）
声 - 古川慎
エクレアの同僚。

## 書誌情報
- 安部真弘 『アクマでふけい！』 講談社〈ヤンマガKCスペシャル〉、既刊1巻（2025年6月6日現在）
  1. 2025年6月6日発売[4][5]、ISBN 978-4-06-538975-1